# Giff Roux
Gifford H. Roux, detto Giff (Bonne Terre, 28 giugno 1923 – Alton, 19 agosto 2011), è stato un cestista statunitense, professionista nella BAA.